# Erophylla
Erophylla — рід родини листконосові (Phyllostomidae), ссавець ряду лиликоподібні (Vespertilioniformes, seu Chiroptera).

## Види
- Erophylla bombifrons
- Erophylla sezekorni

## Фізичні характеристики
Голова й тіло довжиною 65—75 мм, хвіст довжиною 12—17 мм, передпліччя довжиною 42—55 мм. Забарвлення блідо-жовтувато-коричневе у E. sezekorni і темно-коричневе у E. bombifrons, черево світліше. 

## Поведінка
Як і більшість кажанів ведуть нічний спосіб життя. Харчуються фруктами, нектаром, пилком і комахами. Протягом дня більшість тварин висять в печерах, де можуть утворювати колонії розмірами у кілька тисяч особин.